# Ursula Fookes
Ursula Mary Fookes (St John's Wood, 27 de junio de 1906-Blakeney, 1991) fue una pintora y grabadora británica, que trabajó en linograbado en color y pintó al óleo y acuarela.

## Trayectoria
Fookes estudió en la Grosvenor School of Modern Art entre 1929 y 1931, con Claude Flight. Pudo exponer en las exposiciones anuales británicas de linóleo en las galerías Redfern y Ward en la década de 1930, y también mostró su trabajo con la Sociedad de Mujeres Artistas y el New English Art Club. También durante la década de 1930, Fookes pintó y viajó al extranjero, a menudo con la artista Pauline Logan, quien compartió un estudio con ella en Pimlico. En 1939, Fookes se mudó a Hampshire, donde trabajó en la guerra antes de viajar a Europa en 1945 para pasar un año administrando una cantina móvil para tropas. El Museo Imperial de la Guerra en Londres tiene el diario que llevó durante ese tiempo. Se retiró a Wiveton en North Norfolk.[cita requerida] En Norfolk desarrolló un gran interés en la observación de aves y su producción como artista disminuyó considerablemente, pero el interés en su trabajo revivió después de su muerte. El Instituto de Arte de Chicago tiene ejemplos de su trabajo.

## Exposiciones
- 2010 "Imágenes emergentes: el proceso creativo en las impresiones", Centro Internacional de Impresión de Nueva York.[5]